# ジョン・ホワイト (作曲家)
ジョン・ホワイト（John White、1936年4月5日 - 2024年1月4日）は、イギリスの現代音楽の作曲家。

## 概要
イングランド人の父とドイツ人の母の間に、ベルリンで生まれ、程なくロンドンに移住した。バーナード・スティーヴンスやエリザベス・ラッチェンスといった十二音技法の大家に学んだが、彼の興味は音列のみならずすべての音を制御するシステムとピアノの名人芸にあった。ピアノ・ソナタは現在172作を超えており、そのいくつかは出版もされている。このほか、25の交響曲と30のバレエ音楽があるが、現在の作風は自由な調性音楽である。一時期はチューバとチェロのための「マシーン」といった完全ミニマリズムの作品も作曲し、ピアノ作品にもその影響があったが、その後の彼はミニマル・ミュージックの作曲家ではない。
その後も精力的に作曲と演奏活動を続けており、彼の作品を演奏するピアニストにはロジャー・スモーリー、イアン・ペイス、ジョナサン・パウエル、作曲家自身他が含まれる。近作はmaterialpressから発売されている。
2024年1月4日にロンドンで死去。87歳没。

## 関連文献
- Walker, Sarah E. The New English Keyboard School: A Second "Golden Age", Leonardo Music Journal, 11 (2001), p. 18.
- Wright, David. Party Time, The Musical Times, Vol. 138, No. 1848 (1997), p.42.
- Smith, Dave. The Piano Sonatas of John White. Journal of Experimental Music Studies.
- Anderson, Virginia. 1991. White, John. In Contemporary Composers. London: St. James Press.
- Anderson, Virginia. 1983. British Experimental Music: Cornelius Cardew and his Contemporaries. M.A. thesis, Redlands, California: University of Redlands (Facsimile edition published 2000, Leicester: Experimental Music Catalogue; new edition forthcoming, as Experimental Music in Britain.)
- Smith, Dave, Albus Liber: Exploits and Opinions of John White, Composer Volume I (Journal of the London Institute of Pataphysics), Atlas Press, 2014. ISBN 9781900565240